# ジェイムズ・トンプソン (作家)
ジェイムズ・トンプソン（James Thompson、1964年10月16日 - 2014年8月2日）は、フィンランドのラハティを拠点に活動した推理作家。ヘルシンキ大学で英語文献学の修士を取得。同校でフィンランド語を学び、流暢に話すまでに修得したほか、6か国語を学んでいた。フィンランド人のカリ・ヴァーラ警部を主人公とした推理小説を4編上梓した。
2014年11月には、アカシック・ブックスから自ら編み、自著も含むアンソロジー集"Helsinki Noir" （ヘルシンキ・ノワール）を上梓。
2014年8月、急死。

## 作品リスト

### ヴァーラ警部シリーズ
カリ・ヴァーラは、ラップランド・キッティラの警察官。トンプソンの処女作『極夜/カーモス』（原題：Snow Angels ）で初登場。シリーズ第2作『凍氷』（原題：Lucifer's Tears ）で、ヘルシンキへ越す。
| # | 邦題          | 原題            | 刊行年         | 刊行年月   | 訳者     | 出版社     |
| - | ------------- | --------------- | -------------- | ---------- | -------- | ---------- |
| 1 | 極夜/カーモス | Snow Angels     | 2009年         | 2013年2月  | 高里ひろ | 集英社文庫 |
| 2 | 凍氷          | Lucifer's Tears | 2011年         | 2014年2月  | 高里ひろ | 集英社文庫 |
| 3 | 白の迷路      | Helsinki White  | 2012年         | 2014年12月 | 高里ひろ | 集英社文庫 |
| 4 | 血の極点      | Helsinki Blood  | 2013年         | 2016年1月  | 高里ひろ | 集英社文庫 |
| 5 |               | Helsinki Dead   | [ 注 1 ] [ 6 ] |            |          |            |

### その他の文学関連のこと
トンプソンは、オンライン・レビューサイト『ニューヨーク・ジャーナル・オブ・ブックス』に最初にレビューをし、後にレビュアーとなった。運営元は、トンプソンの早すぎる死を悼み、彼のレビュー一覧のページに追悼の言葉を載せた。

### フィンランド語のみでの出版物
- Jerusalemin veri (2008)
- Jumalan nimeen (2010)

### その他
- Helsinki Noir (2014年11月 ISBN 978-1617752414)[4] - トンプソンが編んだアンソロジー集